# Antoni Maria Claret i Clarà
Antoni Maria Claret i Clarà   (Sallent, 23 de desembre de 1807 - Abadia de Fontfreda, 24 d'octubre de 1870), conegut com a Pare Claret, va ser un religiós català, arquebisbe de Santiago de Cuba i confessor d'Isabel II d'Espanya. Va fundar els ordes dels Missioners Fills de l'Immaculat Cor de Maria (claretians) i de les Religioses de Maria Immaculada Missioneres Claretianes.

## Biografia

### Catalunya
Va néixer a Sallent de Llobregat el 1807, en el si d'una família modesta de teixidors de cotó. L'any 1822 aprengué l'ofici de teixidor treballant al carrer Buixadé de Berga. També treballà en una fàbrica tèxtil d'Igualada. Per continuar l'ofici familiar, el 1825 va anar a estudiar a Barcelona, on a l'escola de la Llotja de Mar va estudiar disseny tèxtil i idiomes. Mentre és a Barcelona, decideix abraçar la vida religiosa i el 1829 marxa a Vic, a estudiar al seminari.
Va ser ordenat sacerdot el 13 de juny de 1835, a Solsona; la seva primera missa va dir-la a Sallent on, des de llavors i fins al 1839, fou beneficiat, vicari i ecònom. Sentia, però, que la seva tasca havia de ser una altra i volia marxar com a missioner a fer apostolat a Àsia. Amb aquesta idea, marxà a Roma per oferir-se a la Congregació de Propaganda Fide, però estaven de vacances; va ingressar al noviciat dels jesuïtes, però per problemes de salut en va sortir al cap de tres mesos.
Malalt i decebut, tornà a Catalunya el 1840 i fou destinat a Viladrau. Es va dedicar a organitzar missions populars a Catalunya, ja que trobà que entre la població d'un país teòricament cristià, el coneixement i la pràctica de la fe religiosa era petit. La seva primera missió va ser la de Viladrau, el 15 d'agost de 1840; n'és un record la creu que plantà al cim del Matagalls (Montseny). Durant els anys següents, predicà a 157 poblacions de Catalunya, anant-hi sempre a peu des de Vic. A més, per a completar la tasca d'apostolat, escrigué gran quantitat de llibres i fullets, uns 20 en català, formà associacions de fidels i guia congregacions religioses que volen treballar en la mateixa direcció.
El 1847 fundà amb Josep Caixal la Llibreria Religiosa, que publicaria i distribuiria obres de devoció, de la qual n'era impressor Pau Riera i Soler, i l'any següent començà a predicar missions a les Canàries, on acompanyà, durant un any i mig, el nou bisbe de Las Palmas Bonaventura Codina i Augerolas. El 16 de juliol de 1849 va fundar a Vic la Congregació dels Missioners Fills del Cor Immaculat de Maria, per a l'apostolat i les missions com a continuadora de la seva obra.

### Cuba
Nomenat per Pius IX arquebisbe de Santiago de Cuba, fou consagrat a Vic el 6 d'octubre de 1850 i va marxar a Cuba, on va ser fins al 1857. Durant el seu ministeri episcopal desenvolupà una gran activitat missionera i social: recorregué quatre vegades la seva diòcesi visitant les parròquies més allunyades, organitzà l'església local, lluità contra l'esclavitud i creà una granja-escola per als infants desemparats, a més de promoure caixes d'estalvis i monts de pietat amb marcat caràcter social. Per a ajudar en l'educació, pensà de crear un nou institut religiós, aleshores femení, i juntament amb Maria Antònia París, fundà la congregació de les Religioses de Maria Immaculada Missioneres Claretianes, que s'estableixen a Cuba el 1855. El 1856, l'1 de febrer, Claret patí un atemptat a Holguín.

### Madrid
Poc després tornà a la Península i el 1857 fou nomenat confessor de la reina Isabel II, veient-se obligat a traslladar-se a Madrid. Havia d'acudir setmanalment almenys a la Cort a exercir el seu ministeri i a cuidare de l'educació cristiana del príncep Alfons i de les infantes. A causa de la seva influència espiritual i a la seva fermesa, a poc a poc va anar canviant la situació religiosa i moral de la Cort. Vivia austerament i pobrament.
Els ministeris de palau no omplien ni el temps ni l'esperit apostòlic de monsenyor Claret: exercia una intensa activitat a la ciutat: predica i confessa, escriu llibres, visita presons i hospitals. Aprofit+a els viatges amb els Reis per Espanya per predicar per tot arreu. Promou l'Acadèmia de Sant Miquel, un projecte en el qual pretén aglutinar intel·lectuals i artistes per a què «s'associïn per fomentar les ciències i les arts sota l'aspecte religiós, unir els seus esforços per combatre els errors, propagar els bons llibres i amb ells les bones doctrines»".

La reina li nomenà protector de l'església i de l'hospital de Montserrat de Madrid, i el 1859 president de l'Escorial. La seva gestió no podia ser més eficaç i més àmplia: restauració de l'edifici, equipament de l'església, establiment d'una comunitat i un seminari. Una de les seves majors preocupacions seria dotar Espanya de bisbes gelosos, i protegir i impulsar la vida consagrada, especialment la dels Instituts fundats per ell, els Missioners i les Religioses de Maria Immaculada, o per altres.

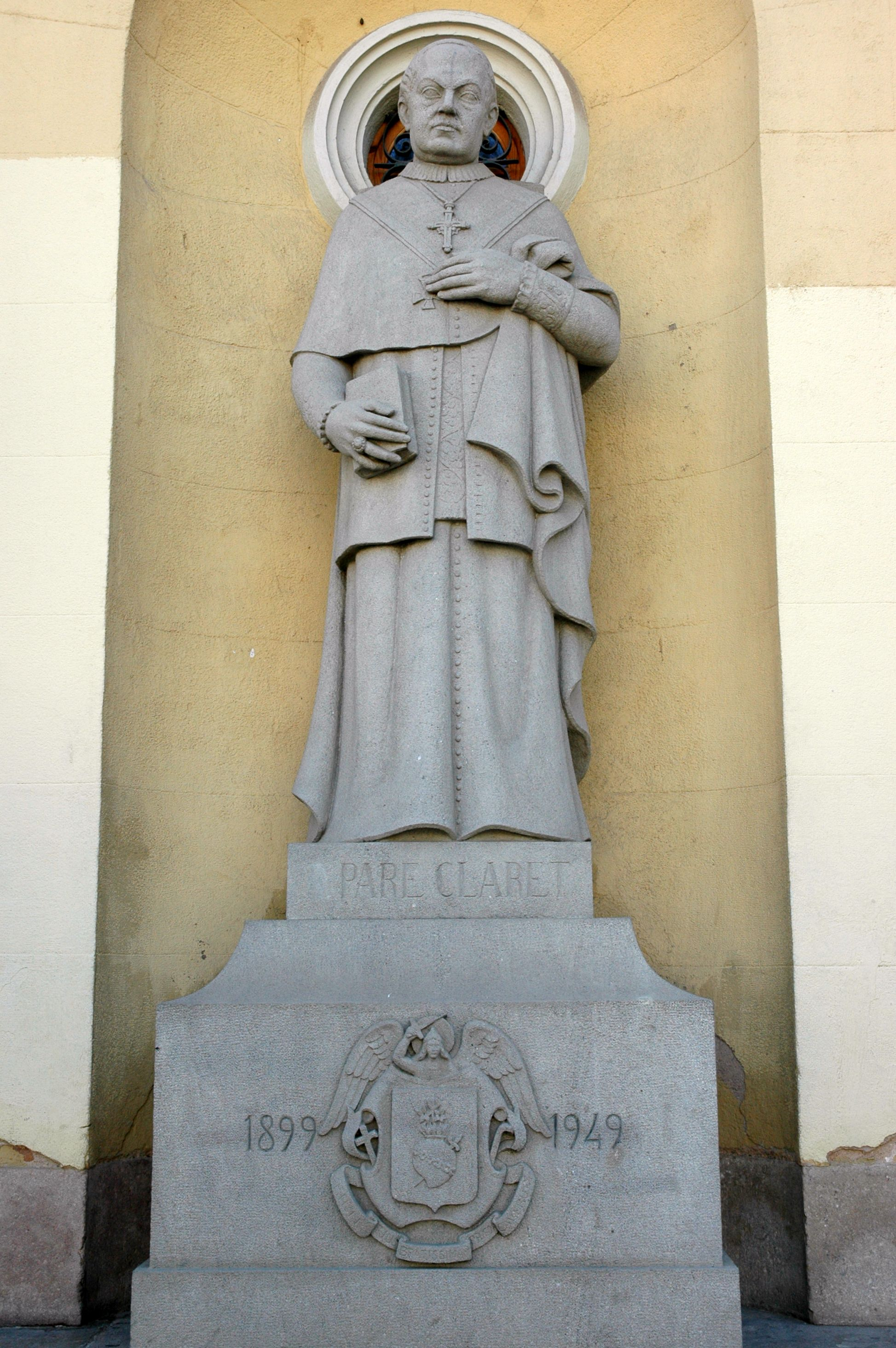
Estàtua del Pare Claret a l'església vella dels Escolapis de Sabadell, obra de Camil Fàbregas
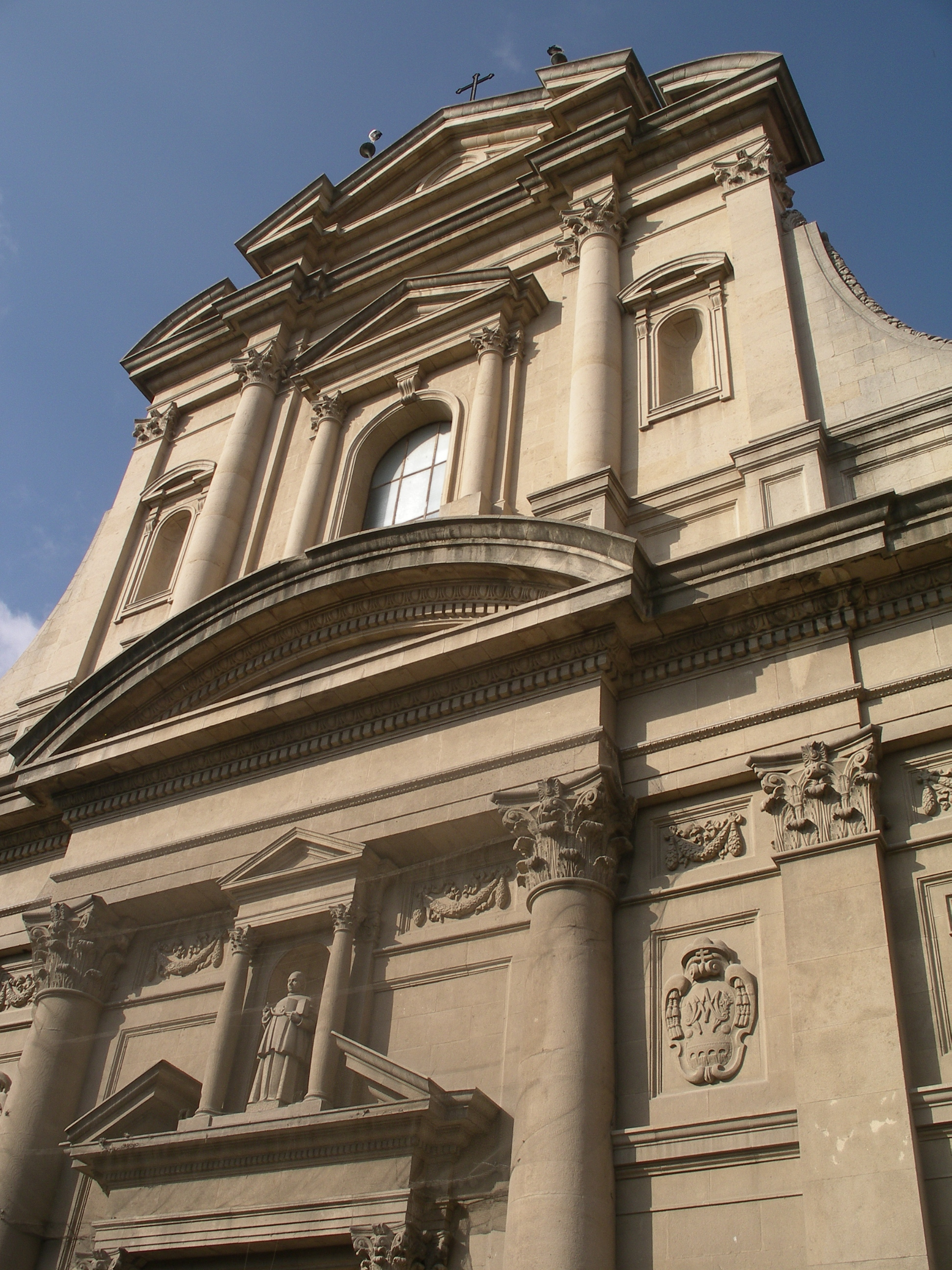
Temple-Sepulcre del sant a Vic, casa mare dels ordes claretians
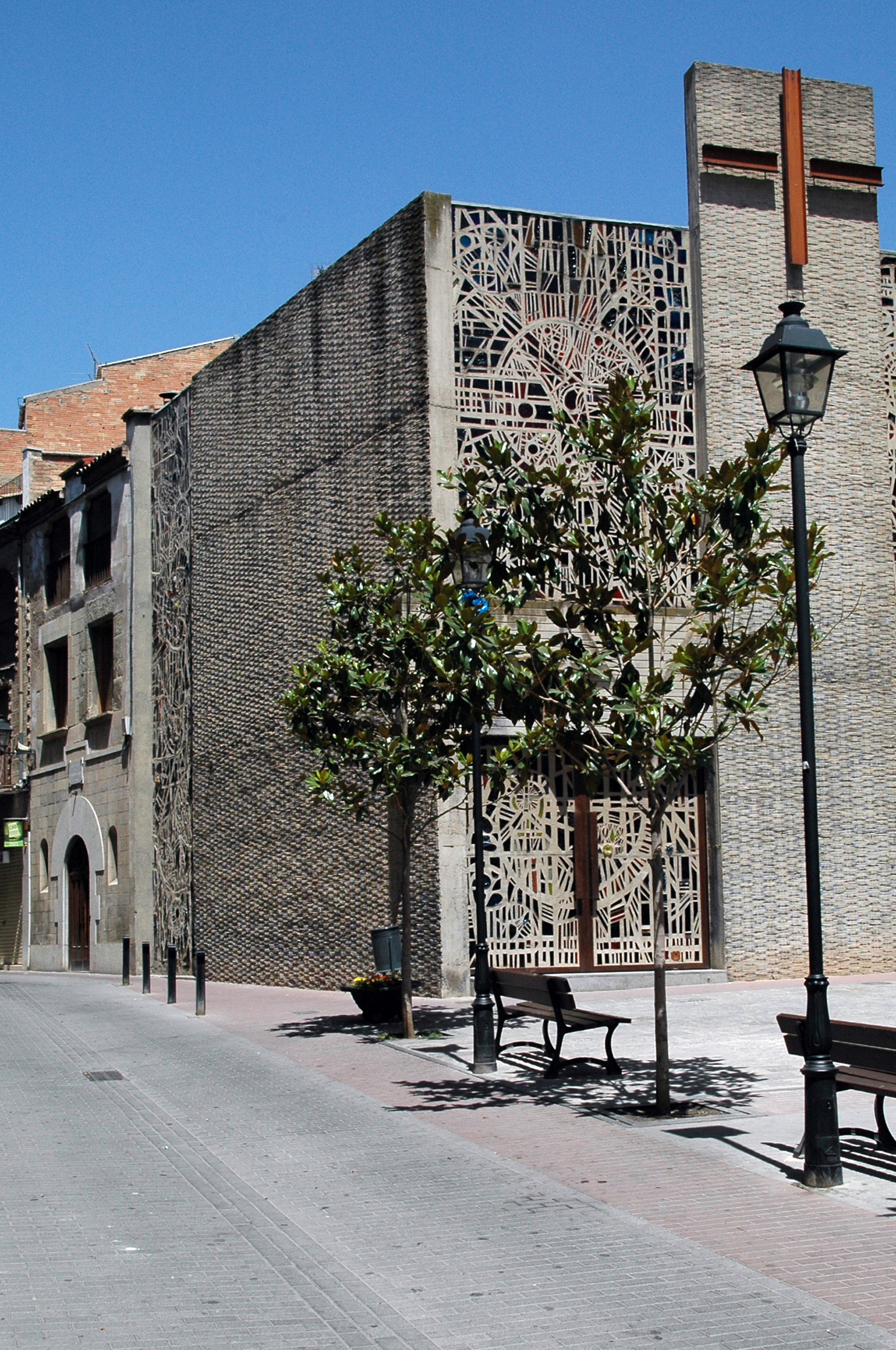
Església i Casa Natal del Sant a Sallent

El 1858 fundà l'Academia de San Miguel, on pretenia agrupar les forces vives de les arts plàstiques, el periodisme i les organitzacions catòliques reunint artistes, literats i propagandistes catòlics de tot Espanya. Poc després és nomenat president del Monestir de l'Escorial i en fa un centre espiritual i acadèmic de gran nivell. A partir del 1864, fundà fins a 48 biblioteques populars i parroquials arreu d'Espanya, amb l'objectiu de difondre la cultura religiosa i facilitar la difusió d'obres de devoció i espiritualitat entre la població. Després de la Revolució de 1868, va exiliar-se amb la reina.

### Darrers anys
Entre 1869 i 1870, va prendre part al Concili Vaticà I, on va donar suport al nou dogma de la infal·libilitat del papa. Fins aquí arribaren els seus perseguidors, que pretenen capturar i portar-lo a Espanya per jutjar-lo i condemnar-lo. Hagué de fugir com un delinqüent i refugiar-se al monestir cistercenc de Fontfreda. En aquest monestir de Fontfreda, als 63 anys, envoltat de l'afecte dels monjos i d'alguns dels seus missioners, morí el 24 d'octubre de 1870. Les seves restes mortals es van traslladar a Vic el 1897.
Va ser canonitzat per Pius XII el 5 de maig de 1950. Un retrat seu forma part de la Galeria de Catalans Il·lustres de l'Ajuntament de Barcelona.

## Obra escrita
El pare Claret destacà per la seva activitat catequística també en el món de l'escriptura, tant en castellà com en català. Va escriure unes 96 obres pròpies (15 llibres i 81 opuscles) a més de fer algunes traduccions. Els seus principals llibres són Camí dret i segur per arribar al cel (1843), que va tenir 185 edicions, Avisos a un sacerdote (1844), El Catecisme de la doctrina cristiana (1848), Reflexions sobre l'Agricultura (1854), Sermons de missió (1857), Colección de pláticas dominicales (1858), Las bibliotecas populares y parroquiales (1863), Pláticas doctrinales (1868), la seva Autobiografia (1862,1865) i Egoisme vençut (1869).

## Honors
Orde de Carles II